# تشارلز غريلي أبوت
تشارلز غريلي أبوت (بالإنجليزية: Charles Greeley Abbot) (و. 1872 – 1973 م) هو عالم فلك من الولايات المتحدة الأمريكية . وكان عضواً في الأكاديمية الأمريكية للفنون والعلوم .
توفي في واشنطن العاصمة، عن عمر يناهز 101 عاماً.

## التعليم
تعلم في معهد ماساتشوست للتكنولوجيا، وتحصل منها على بكالوريوس العلوم و درجة الماجستير في العلوم، وأكاديمية فليبس

## مناصب وهيئات
أدار مؤسسة سميثسونيان.

## جوائز
حصل على جوائز منها:
- وسام هنري درابر (1910).

## روابط خارجية
- تشارلز غريلي أبوت على موقع الموسوعة البريطانية (الإنجليزية)
- تشارلز غريلي أبوت على موقع إن إن دي بي (الإنجليزية)